# 施本勵
施本勵，MBE[?]（1951年10月17日—），退休香港外籍警務人員，1974年至2006年任職於香港警務處，退休前為總警司。施本勵在警隊曾大力打擊賣淫活動，被坊間稱為「殺雞警司」。施本勵於2001年與其他外籍警官在酒吧消遣時，曾被襲擊受輕傷。在2007年11月24日，他與外籍警司甘文龍等人離開西貢一間酒吧途中，與有黑幫背景的少年發生爭執，甘文龍輕傷送院。
在施本勵發起下，他與其他警務人員於1996年創立「突破行動」（又名奮進行動），專門舉辦各類體育活動輔導「邊緣青少年」重踏正途，他因此在2009年的英女皇元旦授勳名單中獲MBE勳銜。

## 生平

### 早年生涯
施本勵1951年10月17日生於英國蘇格蘭，信奉基督教，早年入讀格拉斯哥的高雲高校（Govan High School），於1969年畢業。他在1974年離開蘇格蘭，移居香港，並在同年9月加入皇家香港警察隊，任職見習督察，此後一直在當地居住。

### 「殺雞警司」
在1988年，施本勵累遷為高級警司，派駐任油麻地警區副指揮官，期間曾署理油麻地警區指揮官一職。在任內，施本勵以大力打擊色情場所著稱，他曾經下令警方每月出動一千次，大力掃蕩區內色情場所，另外又拆除色情場所招牌，登記嫖客的身份證號碼，甚至主動聯絡嫖客妻子，將丈夫接走。施本勵的政策有效打擊區內賣淫活動，因而被坊間稱為「殺雞警司」（粵語稱妓女為「雞」）。儘管如此，但他本人認為此稱號並不恰當，因為掃黃針對的是操控性工作者的人，他本人對出賣肉體的妓女其實是抱同情的態度，所以他認為「殺龜警司」（粵語稱老鴇為「龜婆」或「龜公」）更恰當。
施本勵不久以後在1990年調任屯門警區副指揮官，任內專注打擊區內非法逗留越南船民所進行的一系列犯罪活動，期間曾署理屯門警區指揮官。他在1991年3月獲警方委派到新設立的反走私特遣隊任副指揮官，打擊日益嚴重的走私活動。到1993年，施本勵重返西九龍，擔任西九龍總區高級參事（行動），並成立專責隊伍，指揮打擊賣淫活動。

### 「突破行動」
在1996年，施本勵成為總警司，並獲派駐任屯門警區指揮官。任內為打擊當地色情事業，他特地派軍裝警務人員在區內的色情場所外巡邏，使嫖客卻步，不少色情場所因而結業，當中有部份遷往附近的元朗，使元朗的色情場所數目上升。
另一方面，他亦關注到屯門作為新市鎮，區內青少年犯事情況嚴重。為助「邊緣青少年」重歸正途，他上任後在1996年與羅禮警司、史密輝警司及吳捷斌高級督察合作，開展一項名為「突破行動」（又名奮進行動）的計劃，透過由富經驗的警務人員舉辦各項體育活動，以輔導青少年的身心健康發展。有關計劃提供各類體育運動，如拳擊、欖球、外展訓練、足球、划艇、排球和龍舟等等，其中拳擊活動在2002年分拆成香港警察拳擊會，並由施本勵任首任主席。由於成效顯著，計劃在2003年開始推廣到其他警區實行。

### 重返市區
施本勵在1999年被重新派駐市區，出任西九龍總區副指揮官，期間曾在2000年署理西九龍總區指揮官一職。任內他再度主治西九龍一帶的賣淫問題，除了特地抽調人手多次組織掃黃行動外，他還與中國大陸廣東省公安廳合作，共同設立色情活動情報網絡機制，進行情報交換，以遏止內地妓女持雙程證來港賣淫的情況。
在2001年2月3日，施本勵聯同外籍警官，包括助理指揮官艾志朗、總警司白必敬（Peter Burbidge-King）、警司甘文龍（David Cameron）及高級督察韋利民等人在灣仔駱克道某酒吧聚會，期間遇上數名發生爭執的外籍人士。當艾志朗上前嘗試調解時，與在場尼日利亞駐港總領事的兒子發生打鬥，施本勵與另外幾名外籍警官也告遇襲受輕傷，眾人事後被送院治理。
外籍警官遇襲事件被本地傳媒廣泛報導，引起警方高層相當關注。未幾，施本勵被調往總部任警隊服務質素監察部總警司，協助警隊節省資源。任內他提交了一份報告，建議對刑事偵緝部（CID）的人手進行靈活調配，集中人手到罪案率較高的警區，以改善部份警區人手不足的問題。幾經拖延後，有關建議在2002年推行，但有輿論認為有關建議長遠不能解決警隊人手不足的問題，而且更會令刑事偵緝部人員疲於奔命，影響士氣。
施本勵在2003年復獲派駐任黃大仙區指揮官，任內再一次大力掃蕩黃大仙的色情場所。他除了呼籲居民舉報被改裝作色情場所的住宅單位，又多次組織「放蛇」行動。在2006年3月，施本勵部署代號「驕陽行動」的掃黃行動，成功搗破區內廿多個色情場所的其中19個，同時拘捕76名妓女，數目比2005年的56名大幅上升36%。
在2004年6月9日，施本勵曾致信時任公務員事務局局長王永平，反對政府在公務員津貼第一階段檢討中，有意分階段削減公務員的津貼。他在信中表示警務人員正承受很大的工作壓力，加上各警區已致力節省資源，削減津貼將大大打擊公務員士氣。不過，港府最終在2005年9月有了決定，除房屋津貼外，所有新申請的津貼一律恢復至1997年的水平。
在2005年6月1日，慈雲山警署發生軍裝警務人員在更衣室內吞槍自殺案件，施本勵、慈雲山分區指揮官連達誠及東九龍總區指揮官古樸三人被指沒有如實向總部匯報事件，而被警方內部調查科調查，但事件後來沒有下文。施本勵在2006年10月任滿退休，離開服務33年的警隊。

### 退休生活
施本勵退休後繼續定居香港，在2007年11月24日，施本勵夫婦、其胞弟與弟婦、東九龍總區外籍刑事警司甘文龍、甘文龍女友周淑儀及甘文龍10歲女兒一行人，在西貢某酒吧消遣後，步行往附近的士站，打算乘車離開。一行人在途中遇上六名青年，其中一人向施本勵弟婦彈煙頭，並以粗口謾罵，雙方繼而引起爭執。在混亂中，甘文龍被另一名青年襲擊打傷。施本勵並無受傷，並試圖追捕有關青年，不過空手而回。警方在數日後拘捕數名有黑社會背景的涉案青年，其中兩人在2008年5月分別被法庭判入獄一年及入更新中心。
退出警隊後，他留任「突破行動」（又名奮進行動）大使一職，並在2009年的英女皇元旦授勳名單中，獲英廷頒授MBE勳銜，以肯定他創辦「突破行動」，協助香港的「邊緣青少年」重踏正途所作的貢獻。

## 家庭
施本勵妻子李瑞冰是華人，兩人任見習督察時認識，李瑞冰在警隊曾任總督察。施本勵夫婦兩人育有兩名女兒，夫婦兩人居於香港西貢。

## 榮譽
- 以下列出榮譽全稱及縮寫：^ 
  - 英帝國員佐勳章（M.B.E.） （2009年女皇元旦授勳[19]）

## 注腳
1. 1 2  Staff List, Hong Kong Government. Hong Kong: Government Printer, 1985, p.435.
2. 1 2 3 4 5 6 7 8 9 10 11  〈香港「殺雞警司」，威名震垮色情業〉（1999年10月25日）
3. 1 2 3 4 5 6 7  〈警隊孖寶：一破奇案，一狂掃黃〉（2007年11月27日）
4. ↑  〈約二百幢樓宇用作色情場所〉（1988年7月3日）
5. 1 2 3  《星期二檔案：殺雞警司》（1989年3月14日）
6. ↑  〈屯門商戶仍受滋擾，黑社會繳保護費〉（1990年8月6日）
7. 1 2 3 4  〈「突破行動」備忘錄〉（2004年3月16日）
8. ↑  〈殺雞警司搞警察拳擊會〉（2002年7月24日）
9. ↑  〈殺雞警司連掃旺角八鳳巢〉（2000年1月28日）
10. ↑  〈殺雞警司力言數月內剷清西九龍流鶯〉（2000年11月3日）
11. 1 2 3  〈警隊縮減資源 CID大執位〉（2002年10月25日）
12. 1 2 3  〈殺雞警司破師奶妓女團〉（2006年8月25日）
13. 1 2  〈警隊中高層紛紛致函表不滿，指違基本法，殺雞警司反削津〉（2004年6月15日）
14. ↑  〈公務員津貼回復九七水平〉（2005年9月23日）
15. ↑  〈取槍失蹤無人理，失更醜聞有下文，警員吞槍三指揮官揹鑊〉（2005年11月5日）
16. 1 2 3 4  〈一個煙頭起爭執西貢黑幫撲穿警司頭〉（2007年11月27日）
17. ↑  〈磚擊洋警司兩青年判刑〉（2008年5月28日）
18. ↑  "Breakthrough Directors （页面存档备份，存于）", Operation Break Through, retrieved on 30 April 2014.
19. 1 2  "Supplement to Issue 58929 （页面存档备份，存于）", London Gazette, 31 December 2008, p.25.

## 外部連結
- 突破行動官方網站 （页面存档备份，存于）